# Хрящ-молочник криваво-червоний
Хрящ-молочник криваво-червоний (Lactarius sanguifluus) — вид грибів роду хрящ-молочник (Lactarius). Сучасну біномінальну назву надано у 1838 році.

## Будова

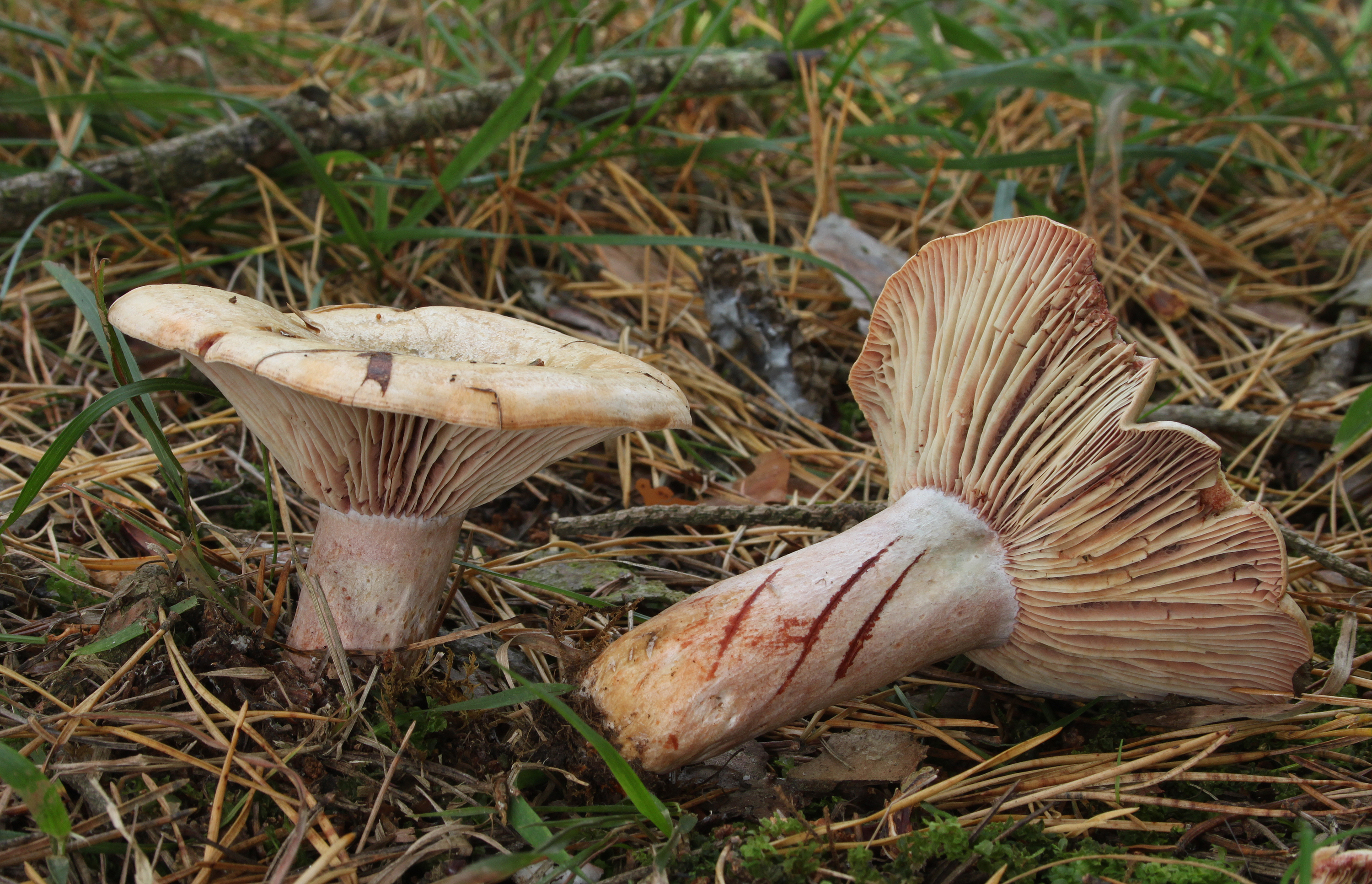
Хрящ-молочник криваво-червоний

Шапинка 5-10 см блідо-оранжева матова з частинами забарвленими у рожевий чи оранжевий колір. Рожево-оранжеві пластини виділяють оранжевий сік, що відразу стає червоним.

## Життєвий цикл
Плодові тіла з'являються в серпні — жовтні.

## Поширення та середовище існування
Росте у південній Європі під сосною. В Україні відомий з Гірського Криму та Південного берега Криму.

## Практичне використання
Їстівний гриб з м'яким смаком. Схожий на неїстівний Lactarius ruflus.

## Природоохоронний статус
Вразливий. Включений до третього видання Червоної книги України (2009 р.). Охороняється в Кримському природному заповіднику та Ялтинському гірсько-лісовому природному заповіднику.